# デュオ (釣具メーカー)
株式会社デュオ（英称:DUO CO.,LTD.）は、静岡県焼津市にある国産の釣り具（ルアー）メーカーである。

## 概要
DUO社は1995年、当時、日本の老舗ルアーメーカーから独立した松下久洋（現アングラーズリパブリック代表）によって創設。
1990年代の日本のルアー産業は、1990年代初頭に起きた不景気の煽りを受け大変厳しいものであったが、松下の基本概念である、「自分達の納得できるモノ、最高品質のモノは、自分達の手で自ら作る」という原則を貫き、当時、日本国内での生産を放棄し、安価で低品質な海外生産を軸に展開するルアーメーカーが大半の中、時代に逆行する手法で始められた。
立ち上げ当初は販売を軸に展開していたが、2年後に若手デザイナーの安達政弘（現代表取締役）の招聘に成功。同時に生産拠点を立ち上げた。
アイテムは、2011年当時、累計で250型を、出荷されたルアーの数は1000万個を超え、その全てがDUO社の日本国内工場で生産されている。
また、DUO社は1998年よりOEM生産も手掛け、日本国内のTOPブランドに製品を供給している。